# جاكوب باتلر
جاكوب باتلر (بالإنجليزية: Jacob Butler)‏ هو مغني ومغن مؤلف أسترالي، ولد في 29 مارس 1982 في مونت غامبير في أستراليا.

## روابط خارجية
- جاكوب باتلر على موقع ميوزك برينز (الإنجليزية)
- جاكوب باتلر على موقع أول ميوزيك (الإنجليزية)
- جاكوب باتلر على موقع ديسكوغز (الإنجليزية)